# Mausoleu de Humayun

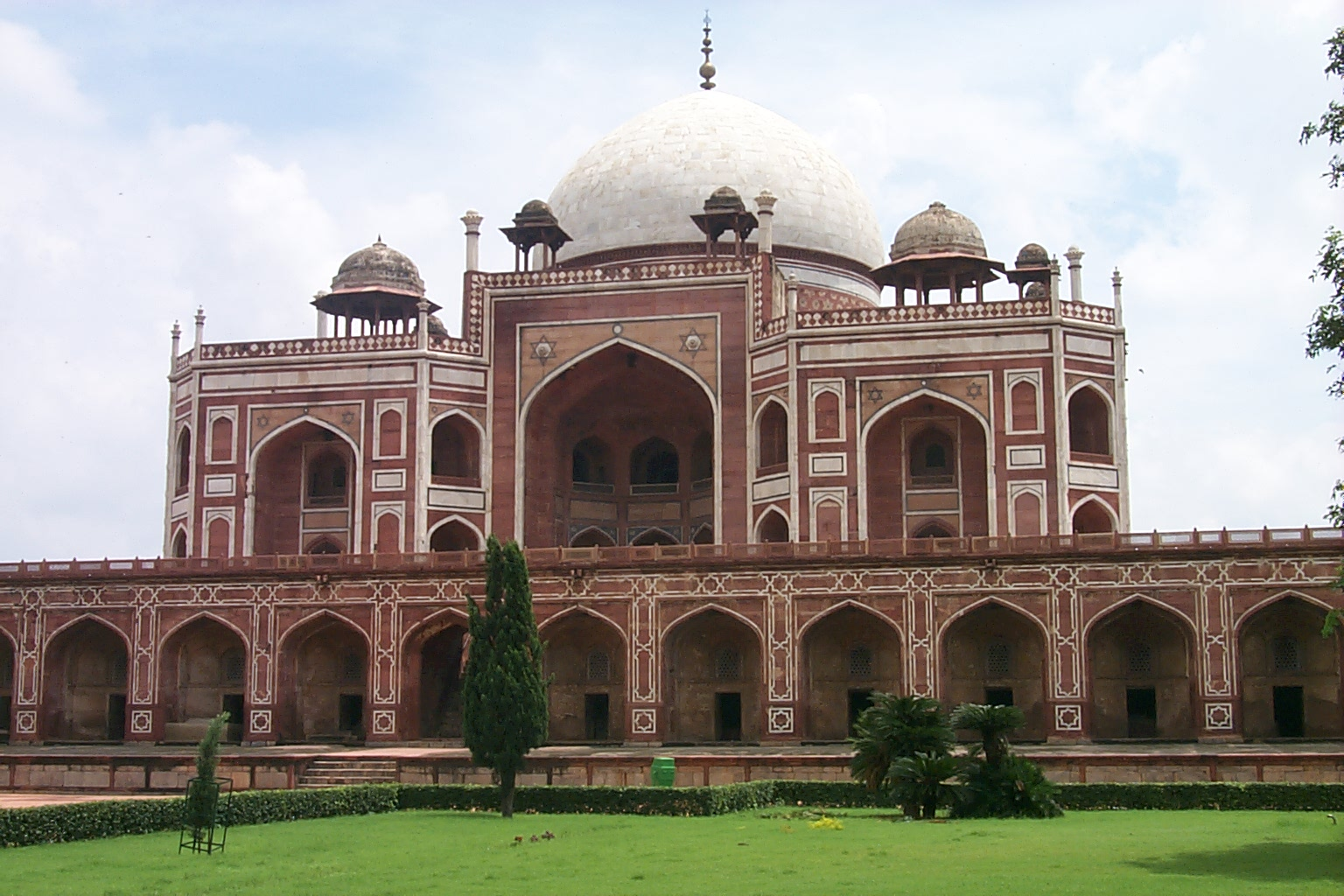
El mausoleu d'Humayun

El mausoleu d'Humayun està situat a Nova Delhi (Índia), a la barriada de Nizamuddin, al sud del Delhi vell i en una zona on hi ha altres construccions del mateix tipus.
Es tracta de la tomba del segon emperador mogol, Humayun (1508-1556, que va regnar des del 1530 fins a la data de la seva mort accidental). Era fill de Baber, el fundador de la dinastia i descendent de Genguis Kan.
La construcció de la tomba va començar el 1562 per desig de la vídua Hamida Begum. Hom desconeix l'arquitecte encarregat d'aixecar l'obra, potser Sayyed Mahoma i el seu pare Mirak Ghiyathuddin; el que és segur és que estava influenciat per l'arquitectura persa. La construcció va acabar el 1570.
L'edifici on es troba la tomba centra un ampli espai enjardinat, gairebé quadrat i tancat per un mur amb portes d'accés monumentals, una al centre de cada costat i orientades als quatre punts cardinals. Està bastit amb pedra sorrenca roja, combinada amb marbre blanc.
L'edifici central s'aixeca sobre un podi. Té planta octogonal i està envoltat de quatre estances secundàries que contenen altres enterraments de l'època. Aquestes estances tenen encara d'altres de més petites. Està cobert per una doble cúpula: a l'exterior, una amb forma bulbosa de marbre blanc i al seu interior una segona d'esfèrica, tot i que lleugerament ultrapassada; entre les dues hi ha un ampli espai buit. Exteriorment, l'edifici presenta a cada costat, i entre els cossos auxiliars situats als vèrtexs, uns grans iwans d'entrada.
Tot i la clara influència persa, els cossos auxiliars estan rematats pels característics chattri hindús (uns templets amb cúpula suportada per columnetes). També cal esmentar que aquesta construcció és un clar precedent del Taj Mahal, aixecat amb posterioritat.
Aquest monument fou declarat Patrimoni de la Humanitat el 1993.

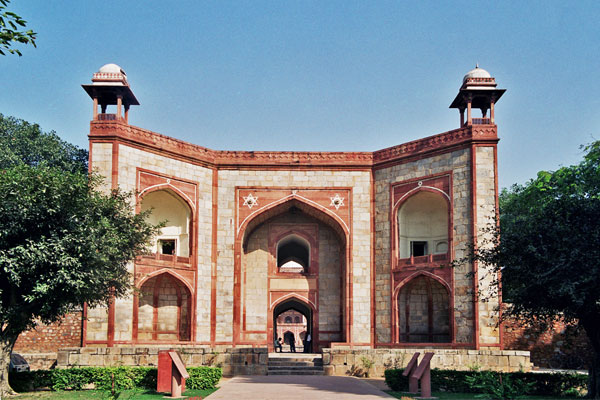
Entrada al recinte
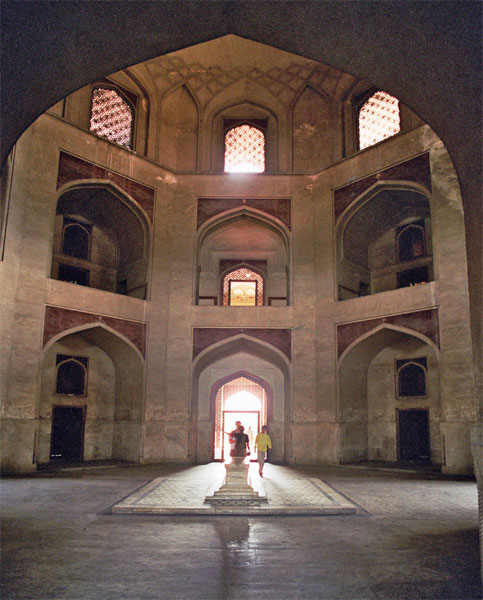
Sala principal del mausoleu
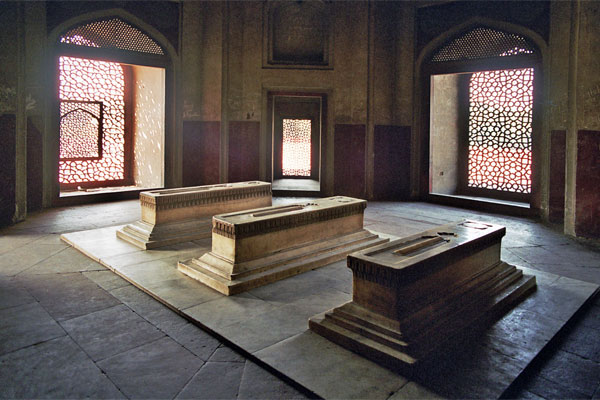
Sala auxiliar